# Saison 2013 de l'équipe cycliste Cofidis
La saison 2013 de l'équipe cycliste Cofidis est la dix-septième de cette équipe.

## Préparation de la saison 2013

### Arrivées et départs
| Arrivées            | Équipe 2012                 |
| ------------------- | --------------------------- |
| Jérémy Bescond      | Vulco-VC Vaulx-en-Velin     |
| Cyril Bessy         | Saur-Sojasun                |
| Jérôme Coppel       | Saur-Sojasun                |
| Romain Hardy        | Bretagne-Schuller           |
| Gert Jõeäär         | CC Villeneuve Saint-Germain |
| Christophe Le Mével | Garmin-Sharp                |
| Romain Lemarchand   | AG2R La Mondiale            |
| Guillaume Levarlet  | Saur-Sojasun                |
| Daniel Navarro      | Saxo Bank-Tinkoff Bank      |
| Stéphane Poulhiès   | Saur-Sojasun                |

| Départs             | Équipe 2013        |
| ------------------- | ------------------ |
| Mickaël Buffaz      |                    |
| Jean-Eudes Demaret  |                    |
| Samuel Dumoulin     | AG2R La Mondiale   |
| Leonardo Duque      | Colombia           |
| David Moncoutié     | Retraite           |
| Damien Monier       | Bridgestone Anchor |
| Aleksejs Saramotins | IAM                |
| Nicolas Vogondy     | Accent Jobs-Wanty  |

## Déroulement de la saison
Lors de cette saison difficile pour Cofidis, deux principales satisfactions sont à noter : celle de Daniel Navarro qui a animé le Tour de France pour terminer finalement 9e, avait auparavant obtenu une belle 5e place au Critérium du Dauphiné et remporté le difficile Tour de Murcie plus tôt dans la saison ; puis également Nicolas Edet auteur d'une saison intéressante qui grâce à une lutte quotidienne s'est adjugé le Grand Prix de la montagne du Tour d'Espagne.

## Coureurs et encadrement technique

### Effectif
| Cycliste            | Date de naissance | Nationalité | Équipe 2012                 |
| ------------------- | ----------------- | ----------- | --------------------------- |
| Yoann Bagot         | 6 septembre 1987  | France      | Cofidis                     |
| Florent Barle       | 17 janvier 1986   | France      | Cofidis                     |
| Jérémy Bescond      | 27 février 1991   | France      | Vulco-VC Vaulx-en-Velin     |
| Cyril Bessy         | 29 mai 1986       | France      | Saur-Sojasun                |
| Edwig Cammaerts     | 17 juillet 1987   | Belgique    | Cofidis                     |
| Jérôme Coppel       | 6 août 1986       | France      | Saur-Sojasun                |
| Nicolas Edet        | 2 décembre 1987   | France      | Cofidis                     |
| Julien Fouchard     | 20 août 1986      | France      | Cofidis                     |
| Egoitz García       | 31 mars 1986      | Espagne     | Cofidis                     |
| Jan Ghyselinck      | 24 février 1988   | Belgique    | Cofidis                     |
| Romain Hardy        | 24 août 1988      | France      | Bretagne-Schuller           |
| Gert Jõeäär         | 9 juillet 1987    | Estonie     | CC Villeneuve Saint-Germain |
| Arnaud Labbe        | 3 novembre 1976   | France      | Cofidis                     |
| Christophe Le Mével | 11 septembre 1980 | France      | Garmin-Sharp                |
| Romain Lemarchand   | 26 juillet 1987   | France      | AG2R La Mondiale            |
| Guillaume Levarlet  | 25 juillet 1985   | France      | Saur-Sojasun                |
| Luis Ángel Maté     | 23 mars 1984      | Espagne     | Cofidis                     |
| Rudy Molard         | 17 septembre 1989 | France      | Cofidis                     |
| Daniel Navarro      | 18 juillet 1983   | Espagne     | Saxo Bank-Tinkoff Bank      |
| Adrien Petit        | 26 septembre 1990 | France      | Cofidis                     |
| Stéphane Poulhiès   | 26 juin 1985      | France      | Saur-Sojasun                |
| Nico Sijmens        | 1er avril 1978    | Belgique    | Cofidis                     |
| Rein Taaramäe       | 24 avril 1987     | Estonie     | Cofidis                     |
| Tristan Valentin    | 23 février 1982   | France      | Cofidis                     |
| Romain Zingle       | 29 novembre 1987  | Belgique    | Cofidis                     |
| Stagiaire           | Date de naissance | Nationalité | Équipe 2013                 |
| Philip Lavery       | 17 août 1990      | Irlande     | AC Bisontine                |
| Clément Venturini   | 16 octobre 1993   | France      | Vulco-VC Vaulx-en-Velin     |
| Louis Verhelst      | 28 août 1990      | Belgique    | Etixx-iHNed                 |

## Bilan de la saison

### Victoires
| Date       | Course                                                      | Pays    | Classe | Vainqueur       |
| ---------- | ----------------------------------------------------------- | ------- | ------ | --------------- |
| 17/01/2013 | 4e étape de la Tropicale Amissa Bongo                       | Gabon   | 2.1    | Adrien Petit    |
| 23/02/2013 | Tour de Murcie                                              | Espagne | 1.1    | Daniel Navarro  |
| 16/03/2013 | Classic Loire-Atlantique                                    | France  | 1.1    | Edwig Cammaerts |
| 26/04/2013 | 6e étape du Tour de Turquie                                 | Turquie | 2.HC   | Yoann Bagot     |
| 11/05/2013 | 3e étape du Rhône-Alpes Isère Tour                          | France  | 2.2    | Nico Sijmens    |
| 12/05/2013 | Classement général du Rhône-Alpes Isère Tour                | France  | 2.2    | Nico Sijmens    |
| 22/06/2013 | Championnat d'Estonie sur route                             | Estonie | CN     | Rein Taaramäe   |
| 28/09/2013 | 1re étape du Tour du Gévaudan Languedoc-Roussillon          | France  | 2.2    | Yoann Bagot     |
| 29/09/2013 | Classement général du Tour du Gévaudan Languedoc-Roussillon | France  | 2.2    | Yoann Bagot     |

### Résultats sur les courses majeures
Les tableaux suivants représentent les résultats de l'équipe dans les principales courses du calendrier international dans lesquelles l'équipe bénéficie d'une invitation (deux des cinq classiques majeures, le Tour de France et le Tour d'Espagne). Pour chaque épreuve est indiqué le meilleur coureur de l'équipe, son classement ainsi que les accessits glanés par Cofidis sur les courses de trois semaines.

#### Classiques
| Classique            | Milan-San Remo | Tour des Flandres | Paris-Roubaix      | Liège-Bastogne-Liège      | Tour de Lombardie |
| -------------------- | -------------- | ----------------- | ------------------ | ------------------------- | ----------------- |
| Coureur (classement) | Non invitée    | Non invitée       | Adrien Petit (29e) | Christophe Le Mével (71e) | Non invitée       |

#### Grands tours
| Grand tour           | Tour d'Italie | Tour de France      | Tour d'Espagne                           |
| -------------------- | ------------- | ------------------- | ---------------------------------------- |
| Coureur (classement) | Non invitée   | Daniel Navarro (9e) | Yoann Bagot (21e)                        |
| Accessits            |               | -                   | Grand Prix de la montagne (Nicolas Edet) |

### Classements UCI

#### UCI Africa Tour
L'équipe Cofidis termine à la onzième place de l'Africa Tour avec 45 points. Ce total est obtenu par l'addition des points des huit meilleurs coureurs de l'équipe au classement individuel, cependant seuls trois coureurs sont classés,.
| Rang | Coureur       | Points |
| ---- | ------------- | ------ |
| 54   | Adrien Petit  | 35     |
| 137  | Romain Zingle | 8      |
| 188  | Egoitz García | 2      |

#### UCI Europe Tour
L'équipe Cofidis termine à la onzième place de l'Europe Tour avec 851 points. Ce total est obtenu par l'addition des points des huit meilleurs coureurs de l'équipe au classement individuel,.
| Rang  | Coureur             | Points |
| ----- | ------------------- | ------ |
| 60    | Adrien Petit        | 143    |
| 65    | Gert Jõeäär         | 140    |
| 98    | Egoitz García       | 117    |
| 104   | Yoann Bagot         | 112    |
| 132   | Guillaume Levarlet  | 96     |
| 148   | Daniel Navarro      | 86     |
| 168   | Edwig Cammaerts     | 80     |
| 179   | Rein Taaramäe       | 77     |
| 197   | Nico Sijmens        | 70     |
| 207   | Nicolas Edet        | 69     |
| 472   | Luis Ángel Maté     | 29     |
| 491   | Romain Zingle       | 27     |
| 507   | Stéphane Poulhiès   | 25     |
| 517   | Julien Fouchard     | 24     |
| 729   | Tristan Valentin    | 12     |
| 746   | Jérôme Coppel       | 11     |
| 756   | Jan Ghyselinck      | 11     |
| 822   | Romain Hardy        | 10     |
| 888   | Christophe Le Mével | 8      |
| 987   | Romain Lemarchand   | 6      |
| 1 131 | Rudy Molard         | 3      |